# Geissorhiza pappei
Geissorhiza pappei är en irisväxtart som beskrevs av John Gilbert Baker. Geissorhiza pappei ingår i släktet Geissorhiza och familjen irisväxter. Inga underarter finns listade i Catalogue of Life.